# Flairck
Flairck is een Nederlandse akoestische band, die in 1978 werd opgericht door de broers Erik en Hans Visser, Judy Schomper en Peter Weekers. De naam Flairck is een combinatie van het Engelse Flair en het Nederlandse Vlerk, net zoals de muziek een combinatie van diverse stijlen en culturen laat horen. Medebedenker van de naam Flairck was Pans Schomper, de vader van Judy Schomper, die ook enige tijd manager van de band was. Flairck speelt vrijwel uitsluitend eigen composities, over het algemeen instrumentaal, soms geënt op klassiek-romantische muziek, soms met overduidelijke invloeden uit de Keltische of Romaanse cultuur.
Flairck heeft in de loop van de jaren wisselende samenstellingen gekend; Erik Visser is de enige die tot 2016 altijd deel uit heeft gemaakt van de band. Andere kernleden van de band zijn Hans en Annet Visser  (broer en zus van Erik), Judy Schomper, Sylvia Houtzager, die Schomper in 1979 opvolgde, en Peter Weekers. Flairck heeft tournees gemaakt door Europa, Azië, Australië, Noord- en Zuid-Amerika. Sinds 2016 kent de bezetting geen van de oorspronkelijke leden meer.
In 1978 werd het eerste album uitgebracht, waarna Flairck in 1979 een Zilveren Harp ontving. In 1988 volgde een Gouden Harp. Op 25 februari 2015 ontving de band een Edison World Oeuvreprijs.

## Discografie

### Singles
- 1981 – Circus / De Overtocht
- 1983 – East-West Express / Circus
- 1984 - Oost-West Express / De Stoomwals
- 1985 - Tango & Les Riches / De Derde Wals
- 1986 - Trick Of The Night / Seven Card Tango
- 1986 - Walk Upon Dreams / Sleight Of Hand
- 1989 - Sofia / The Emigrant
- 1989 - Hé Komaan / Onder De Eikebomen (met Dimitri van Toren)
- 1990 - House Of The King / Andante Poco A Poco Presto Ma Non Troppo
- 1996 - The Trip (maxi single)

### Albums
- 1978 – Variaties op een dame
- 1980 – Gevecht met de engel
- 1980 – Live in Amsterdam
- 1981 – Circus
- 1982 – Flairck & orkest (met Nelleke Burg)
- 1982 – Moustaki & Flairck
- 1984 – Bal masqué
- 1986 – Encore
- 1986 – Sleight of Hand
- 1989 – The Emigrant
- 1988 – Flairck 10
- 1990 – Alive
- 1992 – De Optocht
- 1994 – Kamers / Chambers
- 1995 – The Chilean Concerts / En Vivo En Chile
- 1996 – De Gouden Eeuw
- 1998 – Cuerpos Tocados: Music for the Body (eigen uitgave Flairck)
- 2000 – Symphony for the Old World (eigen uitgave Flairck)
- 2004 – One Man Parade
- 2007 – Flairck (22cd-box, waarin alle bovenstaande albums zijn opgenomen; sommige waren nog niet op CD verschenen)
- 2011 - Global Orchestra (met Basily, Steixner, Purwanto, Preda; eigen uitgave Flairck)
- 2014 - The Lady's Back (eigen uitgave Flairck)
- 2020 - Back Alive!

## Prijzen
- 1978 – AVRO Platen Publieksprijs
- 1979 – Zilveren Harp
- 1979 – Edison voor Variaties op een dame[2]
- 1980 – Edison voor Gevecht met de engel[3]
- 1988 – Gouden Harp
- 2015 – Edison World Oeuvreprijs

## Bandleden
De bandleden van het eerste uur waren:
- Erik Visser – gitaren, sitar, mandola, mandoline
- Judy Schomper – viool
- Peter Weekers – fluiten, doedelzak
- Hans Visser – gitaren